# Берлемон, Флоран де
Флоран де Берлемон (фр. Florent de Berlaymont; ок. 1550 — 8 апреля 1626, Намюр), граф де Берлемон и де Лален — военный и государственный деятель Испанских Нидерландов.

## Биография
Младший сын графа Шарля де Берлемона и Адриены де Линь.
Сеньор де Флуайон, Йерж, Отпен и Перювес.
Был каноником-казначеем в кафедральном соборе Льежа, затем, в предвидении того, что старшие братья не оставят потомства, отказался от церковной карьеры и поступил на военную службу, где не добился успеха. В 1572 году, будучи капитаном, был взят в плен в Рурмонде. В 1576 году, как и другие члены семьи, перешел на сторону Генеральных штатов. Штаты планировали сосредоточить в Антверпене как можно больше войск, чтобы блокировать цитадель, занятую испанцами. Для этого Флоран отправился в Антверпен с частью полка своего брата Жиля, при котором состоял подполковником, но командовал так плохо, что оказался в плену у Хуана Ромеро. Испанец поначалу плохо обходился с экс-каноником, предложившим свою шпагу неприятелю. Штаты добились его освобождения и направили Флорану благодарственное письмо.
После того, как Хуан Австрийский принял губернаторство и опубликовал Вечный эдикт, принимавший все пункты Гентского умиротворения и Брюссельской унии, Флоран де Берлемон, как и его брат Жиль, вернулись на сторону короля, «и их нельзя было обвинить в непоследовательности или двуличности».
20 июня 1579 году стал преемником Жиля в должности губернатора Намюра, в 1599 году перешел на должность губернатора Артуа, а 20 июля 1604 стал губернатором Люксембурга. 20 июня 1579 стал капитаном ордонансового отряда тяжеловооруженных всадников, которым до этого командовал его брат Ланселот де Берлемон, граф ван Меген. В 1600 вместо этого, получил командование отрядом графа де Буссю. В 1586 году был пожалован Филиппом II в рыцари ордена Золотого руна, командовал валлонским пехотным полком, с которым участвовал в осаде Карпена, и унаследовал все титулы старших братьев.
В качестве графа де Берлемона был наследственным виночерпием и камергером графства Эно.
Сопровождал эрцгерцога Альбрехта в поездке в Испанию для женитьбы на инфанте Изабелле. Участвовал в церемонии двойного бракосочетания Альбрехта и Филиппа III, женившегося на Маргарите Австрийской. После этой церемонии удостоился чести нести перед Маргаритой до дворца цепь ордена Золотого руна и золотую розу, которую Климент VIII пожаловал королеве.

## Семья
1-я жена: Элен де Мелён (ум. 19.05.1590), дочь Юга де Мелёна, принца д'Эпинуа, и Иоланты де Барбансон, дамы де Вершен, вдова Флорана де Монморанси, барона де Монтиньи
2-я жена (09.1592): Маргарита де Лален (04.1574—21.02.1650), дочь Филиппа II де Лалена и Маргариты де Линь. В этом браке родились два сына, умершие юными, и две дочери:
- графиня Мария-Маргарита де Берлемон (ум. 17.03.1654, Брюссель), баронесса д'Экорне. Муж 1) (1.01.1610): Антуан III де Лален (ок. 1588—1613), граф ван Хогстратен и де Реннебург; 2) (1621): граф Луи д'Эгмонт, принц Гаврский (1600—1654)
- Изабель-Клер де Берлемон (18.08.1602—9.08.1630), графиня де Лален. Муж (28.06.1620): князь Филипп-Шарль д'Аренберг (1587—1640), герцог ван Арсхот